# Vitantonio Liuzzi

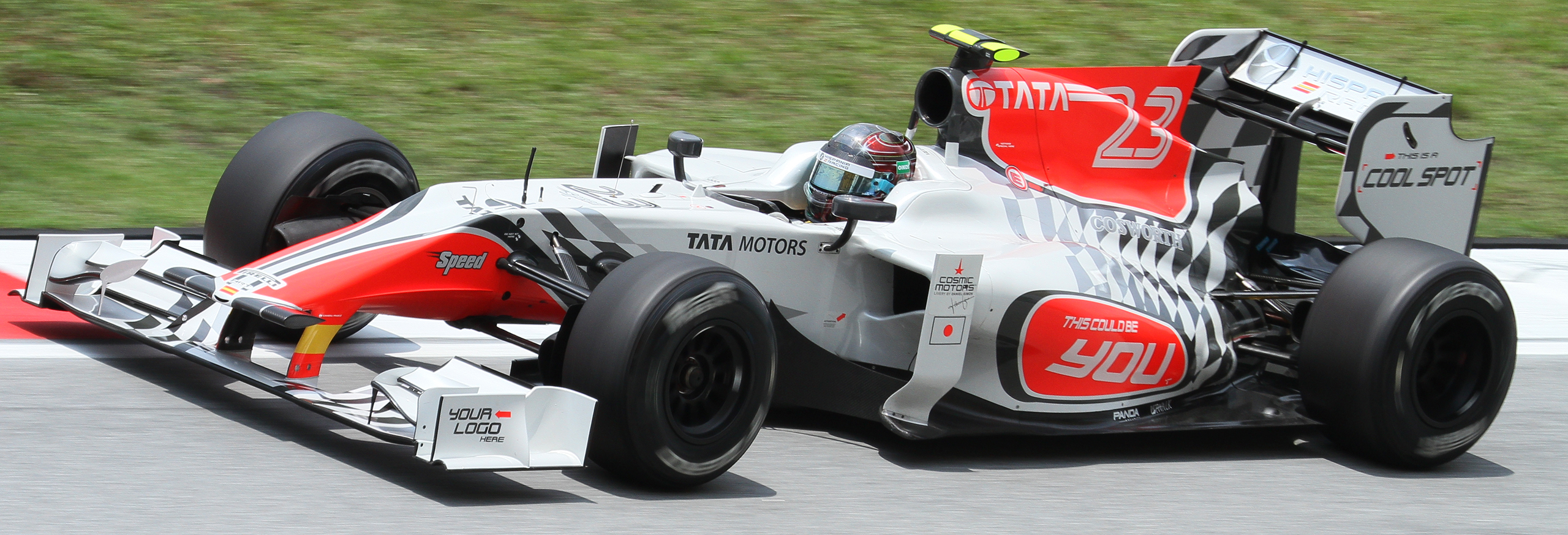
Vitantonio Liuzzi podczas drugiego treningu do Grand Prix Malezji

Vitantonio Liuzzi (ur. 6 sierpnia 1981 w Locorotondo) – włoski kierowca wyścigowy. Od sezonu 2011 kierowca wyścigowy hiszpańskiego zespołu Hispania Racing F1 Team.
Urodził się w Locorotondo i tam rozpoczął karierę w kartingu.

## Życiorys

### Początki kariery
W 1993 roku zdobył tytuł Mistrza Włoch Kartingu, w 1995 został wicemistrzem w Kartingowych Mistrzostwach Świata i zajął piątą pozycję w Mistrzostwach Europy. Kulminacyjnym momentem jego kariery w kartingu było zdobycie tytułu Mistrza Świata w 2001 r., pobił także podczas jednego wyścigu siedmiokrotnego Mistrza Świata Formuły 1, Michaela Schumachera.
W 2001 r. rozpoczął starty w Niemieckiej Formule Renault, gdzie zajął drugie miejsce. Rok później startował w Niemieckiej Formule 3, zajął odległą, dziewiątą pozycję. Wygrał jednak międzynarodowy wyścig Formuły 3 w San Marino, brał udział w testach ekipy Coloni z Formuły 3000 i Williams F1 z Formuły 1. Coloni zatrudniło Liuzziego w sezonie 2003, który ukończył na czwartej pozycji. W następnym sezonie startował dla Arden. Tytuł zapewnił sobie jeden wyścig przed końcem sezonu, wygrywając sześć z dziesięciu wyścigów.

### Formuła 1

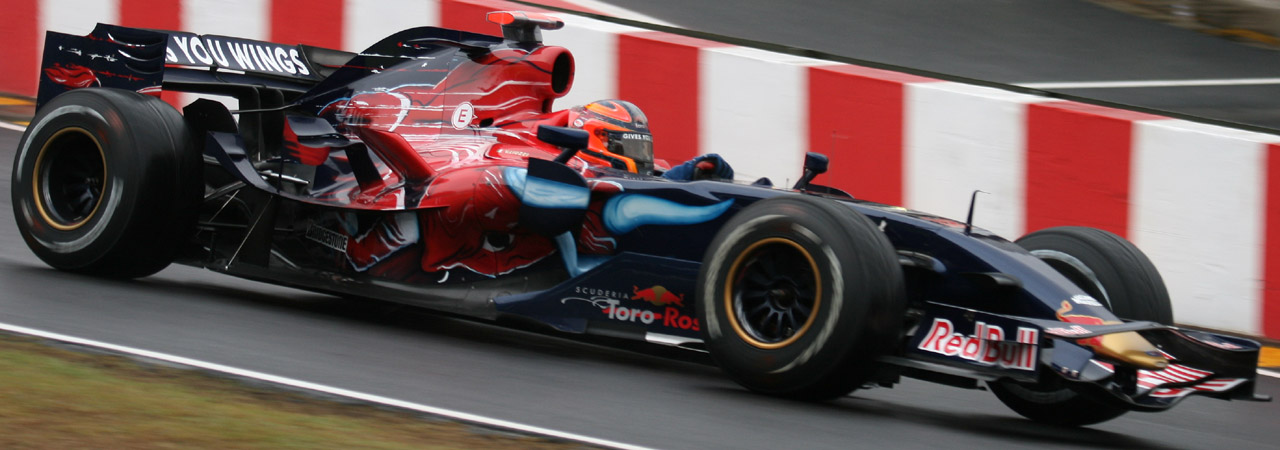
Liuzzi podczas Grand Prix Brazylii 2007 w zespole Toro Rosso

Pojawiły się spekulacje, że jego wyczyn w Formule 3000 zapewni mu pozycję kierowcy testowego w stajni Ferrari albo w stajni Sauber, stajni, która jest z Ferrari powiązana. Uczestniczył on w teście dla zespołu Sauber, ale ostatecznie stracił miejsce w drugim bolidzie na rzecz Jacques’a Villeneuve’a. W listopadzie 2004 roku dostał następną szansę i wziął udział w testach stajni Red Bull Racing i został zatrudniony na sezon 2005. Jego kontrakt przewidywał pozycję kierowcy testowego, ale także starty w wyścigach. Zastąpił Christiana Kliena w Grand Prix San Marino, Hiszpanii, Monako i Europy. Sezon zakończył z jednym punktem na 24 miejscu. W sezonie 2006 reprezentował barwy siostrzanego zespołu Red Bull Racing, przekształconego z Minardi w Scuderia Toro Rosso we wszystkich rundach. W całym sezonie ponownie zdobył tylko jedno oczko kończąc go na 19 miejscu w generalce. Sezon 2007 był ostatnim w zespole z Faenzy. Przez pierwszą część sezonu nie osiągał dobrych rezultatów, co zmieniło się dopiero w Grand Prix Chin, gdzie zdobył 3 punkty za 6 miejsce. Jego wynik przyćmił jednak młodziutki Sebastian Vettel, który dojechał na 4 pozycji. Był bliski zdobycia jednego punktu w Grand Prix Japonii, gdy na ostatnich okrążeniach wyprzedził Adriana Sutila. Sędziowie dostrzegli jednak jego błąd w postaci wyprzedzenia młodego Niemca przy żółtych flagach, przez co dostał karę doliczenia kilku karnych sekund, czego konsekwencją było przesunięcie o kilka pozycji do tyłu. Sezon ukończył na 18 pozycji. Po sezonie 2007 został zastąpiony w zespole przez wielokrotnego mistrza amerykańskiej serii Champ Car, Sébastiena Bourdais. „Tonio” pozostało tylko Force India, gdzie walczył o posadę z Giancarlo Fisichella, Ralfem Schumacherem i Christianem Klienem. Ostatecznie został jednak trzecim kierowcą zespołu z Indii.
W sezonie 2009 ponownie pełnił rolę kierowcy testowego hinduskiej ekipy, a po odejściu Giancarlo Fisichelli do Ferrari, zastąpił go w ostatnich pięciu Grand Prix w tamtym sezonie. Po długiej przerwie, Włoch pomimo iż spisywał się przyzwoicie, nie zdołał zdobyć punktów. Najbliżej punktowanej pozycji był podczas swojego pierwszego występu w tym sezonie – Grand Prix Włoch 2009, jednakże w wyniku awarii silnika, wyścig musiał zakończyć przedwcześnie. W kolejnych wyścigach zajął kolejno miejsca: 14, 14, 11 i 17.
W sezonie 2010 był kierowcą zespołu Force India, jego partnerem zespołowym był Adrian Sutil.
Po sezonie 2010, został zastąpiony w zespole Force India przez Paula di Restę. W sezonie 2011 jeździł w hiszpańskiej ekipie Hispania Racing F1 Team, gdzie jego partnerem zespołowym był Narain Karthikeyan.

### Po Formule 1
Po 2010 roku Liuzzi pojawiał się w stawce V8 Supercars, Superstars Championship Italy, FIA World Endurance Championship, Superstars International Series, Super GT, Super Formula, GT Asia – GT3 i Stock Car Brasil. W sezonie 2014/2015 Włoch podpisał kontrakt ze szwajcarską ekipą Trulli na starty w Formule E. W ciągu pięciu wyścigów, w których wystartował, uzbierał łącznie dwa punkty. Został sklasyfikowany na 23 pozycji w końcowej klasyfikacji kierowców.

## Wyniki

### Formuła 3000
| Rok  | Zespół                     | Wyniki w poszczególnych eliminacjach | Wyniki w poszczególnych eliminacjach | Wyniki w poszczególnych eliminacjach | Wyniki w poszczególnych eliminacjach | Wyniki w poszczególnych eliminacjach | Wyniki w poszczególnych eliminacjach | Wyniki w poszczególnych eliminacjach | Wyniki w poszczególnych eliminacjach | Wyniki w poszczególnych eliminacjach | Wyniki w poszczególnych eliminacjach | Pkt. | Msc. |
| ---- | -------------------------- | ------------------------------------ | ------------------------------------ | ------------------------------------ | ------------------------------------ | ------------------------------------ | ------------------------------------ | ------------------------------------ | ------------------------------------ | ------------------------------------ | ------------------------------------ | ---- | ---- |
| 2003 |                            | Włochy                               | Hiszpania                            | Austria                              | Monako                               | Niemcy                               |                                      | Wielka Brytania                      | Niemcy                               | Węgry                                | Włochy                               | 39   | 4    |
| 2003 | Red Bull Junior Team F3000 | 4                                    | NU                                   | 4                                    | NU                                   | 2                                    | 4                                    | 3                                    | 4                                    | 9                                    | 4                                    | 39   | 4    |
| 2004 |                            | Włochy                               | Hiszpania                            | Monako                               | Niemcy                               |                                      | Wielka Brytania                      | Niemcy                               | Węgry                                | Belgia                               | Włochy                               | 86   | 1    |
| 2004 | Arden International        | 1                                    | 1                                    | 1                                    | 11                                   | 1                                    | 1                                    | 1                                    | 2                                    | 2                                    | 1                                    | 86   | 1    |

### Formuła 1
| Rok  | Zespół              | Samochód          | Silnik                  | Wyniki w poszczególnych eliminacjach | Wyniki w poszczególnych eliminacjach | Wyniki w poszczególnych eliminacjach | Wyniki w poszczególnych eliminacjach | Wyniki w poszczególnych eliminacjach | Wyniki w poszczególnych eliminacjach | Wyniki w poszczególnych eliminacjach | Wyniki w poszczególnych eliminacjach | Wyniki w poszczególnych eliminacjach | Wyniki w poszczególnych eliminacjach | Wyniki w poszczególnych eliminacjach | Wyniki w poszczególnych eliminacjach | Wyniki w poszczególnych eliminacjach | Wyniki w poszczególnych eliminacjach | Wyniki w poszczególnych eliminacjach | Wyniki w poszczególnych eliminacjach | Wyniki w poszczególnych eliminacjach | Wyniki w poszczególnych eliminacjach | Wyniki w poszczególnych eliminacjach | Pkt. | Msc. |
| ---- | ------------------- | ----------------- | ----------------------- | ------------------------------------ | ------------------------------------ | ------------------------------------ | ------------------------------------ | ------------------------------------ | ------------------------------------ | ------------------------------------ | ------------------------------------ | ------------------------------------ | ------------------------------------ | ------------------------------------ | ------------------------------------ | ------------------------------------ | ------------------------------------ | ------------------------------------ | ------------------------------------ | ------------------------------------ | ------------------------------------ | ------------------------------------ | ---- | ---- |
| 2005 |                     |                   |                         | Australia                            | Malezja                              | Bahrajn                              | San Marino                           | Hiszpania                            | Monako                               | Unia Europejska                      | Kanada                               | Stany Zjednoczone                    |                                      | Wielka Brytania                      | Niemcy                               | Węgry                                | Turcja                               | Włochy                               | Belgia                               | Brazylia                             | Japonia                              |                                      | 1    | 24   |
| 2005 | Red Bull Racing     | Red Bull RB1      | Cosworth TJ2005 3.0 V10 |                                      |                                      |                                      | 8                                    | NU                                   | NU                                   | 9                                    |                                      |                                      |                                      |                                      |                                      |                                      |                                      |                                      |                                      |                                      |                                      |                                      | 1    | 24   |
| 2006 |                     |                   |                         | Bahrajn                              | Malezja                              | Australia                            | San Marino                           | Unia Europejska                      | Hiszpania                            | Monako                               | Wielka Brytania                      | Kanada                               | Stany Zjednoczone                    |                                      | Niemcy                               | Węgry                                | Turcja                               | Włochy                               |                                      | Japonia                              | Brazylia                             |                                      | 1    | 19   |
| 2006 | Scuderia Toro Rosso | Toro Rosso STR1   | Cosworth TJ2005 3.0 V10 | 11                                   | 11                                   | NU                                   | 14                                   | NU                                   | 15†                                  | 10                                   | 13                                   | 13                                   | 8                                    | 13                                   | 10                                   | NU                                   | NU                                   | 14                                   | 10                                   | 14                                   | 13                                   |                                      | 1    | 19   |
| 2007 |                     |                   |                         | Australia                            | Malezja                              | Bahrajn                              | Hiszpania                            | Monako                               | Kanada                               | Stany Zjednoczone                    |                                      | Wielka Brytania                      | Unia Europejska                      | Węgry                                | Turcja                               | Włochy                               | Belgia                               | Japonia                              |                                      | Brazylia                             |                                      |                                      | 3    | 18   |
| 2007 | Scuderia Toro Rosso | Toro Rosso STR2   | Ferrari 056 2.4 V8      | 14                                   | 17                                   | NU                                   | NU                                   | NU                                   | NU                                   | 17†                                  | NU                                   | 16†                                  | NU                                   | NU                                   | 15                                   | 17                                   | 12                                   | 9                                    | 6                                    | 13                                   |                                      |                                      | 3    | 18   |
| 2009 |                     |                   |                         | Australia                            | Malezja                              |                                      | Bahrajn                              | Hiszpania                            | Monako                               | Turcja                               | Wielka Brytania                      | Niemcy                               | Węgry                                | Unia Europejska                      | Belgia                               | Włochy                               | Singapur                             | Japonia                              | Brazylia                             |                                      |                                      |                                      | 0    | 22   |
| 2009 | Force India F1 Team | Force India VJM02 | Mercedes FO 108W 2.4 V8 |                                      |                                      |                                      |                                      |                                      |                                      |                                      |                                      |                                      |                                      |                                      |                                      | NU                                   | 14                                   | 14                                   | 11                                   | 15                                   |                                      |                                      | 0    | 22   |
| 2010 |                     |                   |                         | Bahrajn                              | Australia                            | Malezja                              |                                      | Hiszpania                            | Monako                               | Turcja                               | Kanada                               | Unia Europejska                      | Wielka Brytania                      | Niemcy                               | Węgry                                | Belgia                               | Włochy                               | Singapur                             | Japonia                              | Korea Południowa                     | Brazylia                             |                                      | 21   | 15   |
| 2010 | Force India F1 Team | Force India VJM03 | Mercedes FO 108X 2.4 V8 | 9                                    | 7                                    | NU                                   | NU                                   | 15†                                  | 9                                    | 13                                   | 9                                    | 16                                   | 11                                   | 16                                   | 13                                   | 10                                   | 12                                   | NU                                   | NU                                   | 6                                    | NU                                   | NU                                   | 21   | 15   |
| 2011 |                     |                   |                         | Australia                            | Malezja                              |                                      | Turcja                               | Hiszpania                            | Monako                               | Kanada                               | Unia Europejska                      | Wielka Brytania                      | Niemcy                               | Węgry                                | Belgia                               | Włochy                               | Singapur                             | Japonia                              | Korea Południowa                     | Indie                                |                                      | Brazylia                             | 0    | 23   |
| 2011 | HRT F1 Team         | HRT F111          | Cosworth CA2011 3.0 V10 | NZ                                   | NU                                   | 22                                   | 22                                   | NU                                   | 16                                   | 13                                   | 23                                   | 18                                   | NU                                   | 20                                   | 19                                   | NU                                   | 20                                   | 23                                   | 21                                   |                                      | 20                                   | NU                                   | 0    | 23   |

### World Endurance Championship
| Rok  | Zespół        | Samochód    | Silnik            | Klasa | Wyniki w poszczególnych eliminacjach | Wyniki w poszczególnych eliminacjach | Wyniki w poszczególnych eliminacjach | Wyniki w poszczególnych eliminacjach | Wyniki w poszczególnych eliminacjach | Wyniki w poszczególnych eliminacjach | Wyniki w poszczególnych eliminacjach | Wyniki w poszczególnych eliminacjach | Pkt. | Msc. |
| ---- | ------------- | ----------- | ----------------- | ----- | ------------------------------------ | ------------------------------------ | ------------------------------------ | ------------------------------------ | ------------------------------------ | ------------------------------------ | ------------------------------------ | ------------------------------------ | ---- | ---- |
| 2012 |               |             |                   |       | Stany Zjednoczone                    | Belgia                               |                                      | Wielka Brytania                      | Brazylia                             | Bahrajn                              | Japonia                              |                                      | 3    | 59   |
| 2012 | Lotus         | Lola B12/80 | Lotus 3.6 V8      | LMP2  |                                      |                                      |                                      | NU                                   | 13                                   | 9                                    | 12                                   |                                      | 3    | 59   |
| 2013 |               |             |                   |       | Wielka Brytania                      | Belgia                               |                                      | Brazylia                             | Stany Zjednoczone                    | Japonia                              |                                      | Bahrajn                              | 8    | 25   |
| 2013 | Lotus         | Lotus T128  | Praga Judd 3.6 V8 | LMP2  | NU                                   | 6                                    |                                      |                                      | NW                                   | 10                                   | NS                                   | NS                                   | 8    | 25   |
| 2015 |               |             |                   |       | Wielka Brytania                      | Belgia                               |                                      | Niemcy                               | Stany Zjednoczone                    | Japonia                              |                                      | Bahrajn                              | 0    | NS   |
| 2015 | Team ByKolles | CLM P1/01   | AER P60 Turbo V6  | LMP1  | NU                                   | NU                                   |                                      |                                      |                                      |                                      |                                      |                                      | 0    | NS   |

## Życie prywatne
Mieszka w mieście Pescara.